# 박성용의 시선공감
박성용의 시선공감은 경인방송에서 평일 저녁 6시 10분부터 저녁 8시까지 방송 중인 저녁 시사교양 프로그램이다.

## 개요
사람 그리고 이야기를 담습니다. 수도권 시민들에게 꼭 필요한 하루 교양! 
당신의 시선을 따라갑니다! 그 눈길이 머무는 곳에 시선공감이 함께 합니다!

## 역대 방송시간
| 방송 채널 | 방송 기간                        | 방송 시간                               |
| --------- | -------------------------------- | --------------------------------------- |
| 경인방송  | 2020년 9월 1일 ~ 2024년 5월 24일 | 평일 저녁 6:05 ~ 저녁 8:00 (1시간 55분) |
| 경인방송  | 2024년 5월 27일 ~ 현재           | 평일 저녁 6:10 ~ 저녁 8:00 (1시간 50분) |

## 코너 소개

### 매일 코너
- 공감 잇슈

### 요일 코너
- 월 : 경기 포커스, 지금 경기도는, 박동현의 모빌리티
- 화 : 꿈꾸는 클래스, 뜻밖의 질문, 슬기로운 건강생활
- 수 : 의정 언박싱, 경제트렌드
- 목 : 인향만리, 마음 예보, 아이러브 스포츠, 알려줘요 GGC
- 금 : 문화공감, 민생 부동산